# Raon-aux-Bois
Pour les articles homonymes, voir Raon.
Raon-aux-Bois [ʁɑ̃ o bwa]  est une commune française située dans le département des Vosges en région Grand Est.
Ses habitants sont appelés les Raonnais.

## Géographie

### Localisation

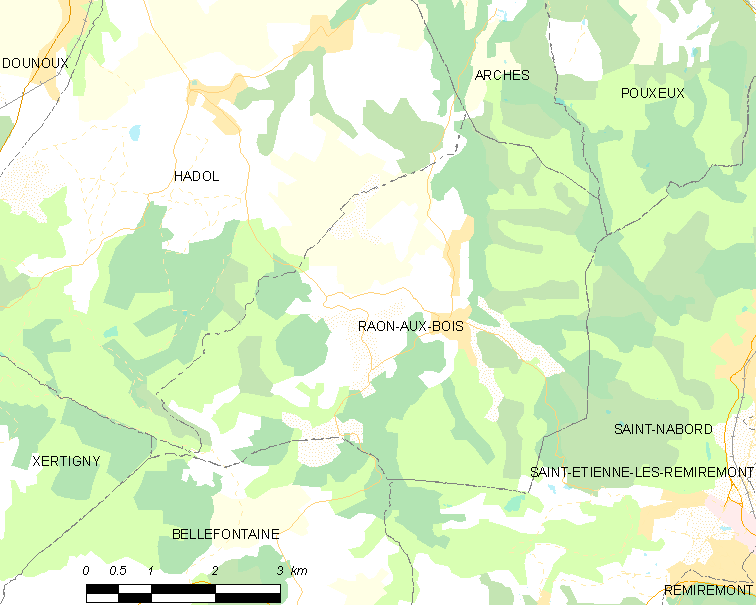
Situation géographique de Raon-aux-Bois.

Raon-aux-Bois est située dans le pays dit de la Vôge. 

### Géologie et relief
Cette région, en bordure des Hautes Vosges, est restée de tous temps typiquement forestière, boisée de vastes futaies au sud et de sapinières au nord.

### Sismicité
Commune située dans une zone 3 de sismicité modérée.
| Hadol    | Arches        | Pouxeux      |
| Hadol    | Raon-aux-Bois | Saint-Nabord |
| Xertigny | Bellefontaine | Saint-Nabord |

### Hydrographie et les eaux souterraines
Hydrogéologie et climatologie : Système d’information pour la gestion des eaux souterraines du bassin Rhin-Meuse :
Territoire communal : Occupation du sol (Corinne Land Cover); Cours d'eau (BD Carthage),
Géologie : Carte géologique; Coupes géologiques et techniques,
 Hydrogéologie : Masses d'eau souterraine; BD Lisa; Cartes piézométriques.
La commune est située pour partie dans le bassin versant du Rhin au sein du bassin Rhin-Meuse et pour partie dans le bassin versant de la Saône au sein du bassin Rhône-Méditerranée-Corse. Elle est drainée par le ruisseau de Cône, la ruisseau la Niche, le ruisseau de la Racine, le ruisseau de Champee, le ruisseau de Void de Cone et le ruisseau des Noires Faignes,.
Le ruisseau de Cône, d'une longueur totale de 12,4 km, prend sa source dans la commune de Bellefontaine et se jette dans le Côney à Xertigny, après avoir traversé cinq communes.
La Niche, d'une longueur totale de 18,6 km, prend sa source dans la commune de Saint-Nabord et se jette dans la Moselle à Arches, après avoir traversé cinq communes.

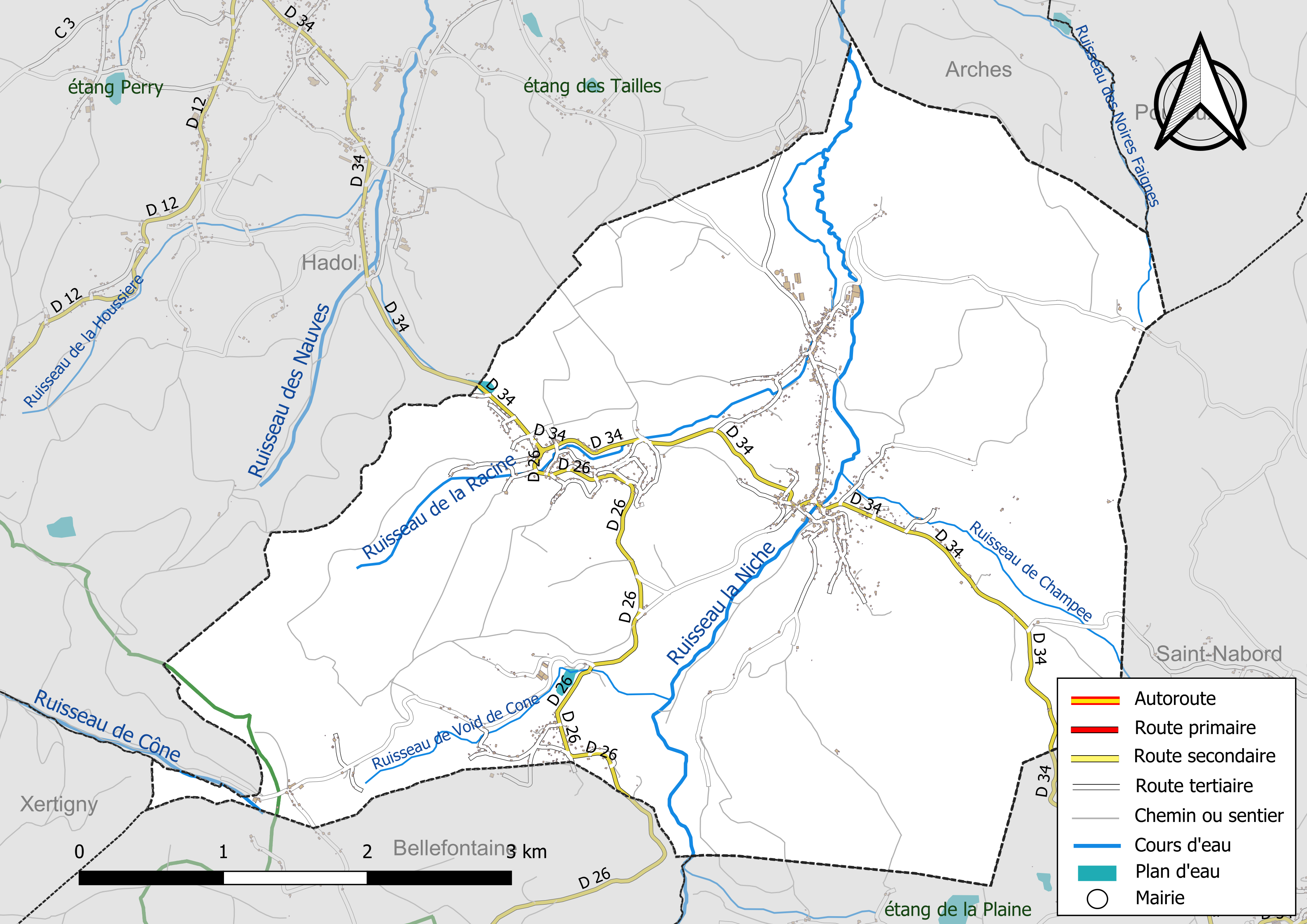
Réseaux hydrographique et routier de Raon-aux-Bois.

La qualité des eaux de baignade et des cours d’eau peut être consultée sur un site dédié géré par les agences de l’eau et l’Agence française pour la biodiversité.

### Climat
Pour des articles plus généraux, voir Climat du Grand Est et Climat des Vosges.
En 2010, le climat de la commune est de type climat de montagne, selon une étude du Centre national de la recherche scientifique s'appuyant sur une série de données couvrant la période 1971-2000. En 2020, Météo-France publie une typologie des climats de la France métropolitaine dans laquelle la commune est exposée à un climat semi-continental et est dans une zone de transition entre les régions climatiques « Lorraine, plateau de Langres, Morvan » et « Vosges ». 
Pour la période 1971-2000, la température annuelle moyenne est de 9,3 °C, avec une amplitude thermique annuelle de 16,8 °C. Le cumul annuel moyen de précipitations est de 1 428 mm, avec 13,7 jours de précipitations en janvier et 10,9 jours en juillet. Pour la période 1991-2020, la température moyenne annuelle observée sur la station météorologique de Météo-France la plus proche, « Le Roulier_sapc », sur la commune du Roulier à 14 km à vol d'oiseau, est de 10,2 °C et le cumul annuel moyen de précipitations est de 1 000,2 mm. 
La température maximale relevée sur cette station est de 38,1 °C, atteinte le 25 juillet 2019 ; la température minimale est de −18,3 °C, atteinte le 20 décembre 2009,,. 
Les paramètres climatiques de la commune ont été estimés pour le milieu du siècle (2041-2070) selon différents scénarios d'émission de gaz à effet de serre à partir des nouvelles projections climatiques de référence DRIAS-2020. Ils sont consultables sur un site dédié publié par Météo-France en novembre 2022.

## Urbanisme

### Typologie
Au 1er janvier 2024, Raon-aux-Bois est catégorisée commune rurale à habitat dispersé, selon la nouvelle grille communale de densité à sept niveaux définie par l'Insee en 2022.
Elle est située hors unité urbaine. Par ailleurs la commune fait partie de l'aire d'attraction d'Épinal, dont elle est une commune de la couronne,. Cette aire, qui regroupe 118 communes, est catégorisée dans les aires de 50 000 à moins de 200 000 habitants,.

### Occupation des sols
L'occupation des sols de la commune, telle qu'elle ressort de la base de données européenne d’occupation biophysique des sols Corine Land Cover (CLC), est marquée par l'importance des forêts et milieux semi-naturels (64,5 % en 2018), en diminution par rapport à 1990 (70,2 %). La répartition détaillée en 2018 est la suivante : 
forêts (64,5 %), zones agricoles hétérogènes (16,2 %), prairies (7,9 %), terres arables (6,4 %), zones urbanisées (5 %). L'évolution de l’occupation des sols de la commune et de ses infrastructures peut être observée sur les différentes représentations cartographiques du territoire : la carte de Cassini (XVIIIe siècle), la carte d'état-major (1820-1866) et les cartes ou photos aériennes de l'IGN pour la période actuelle (1950 à aujourd'hui).

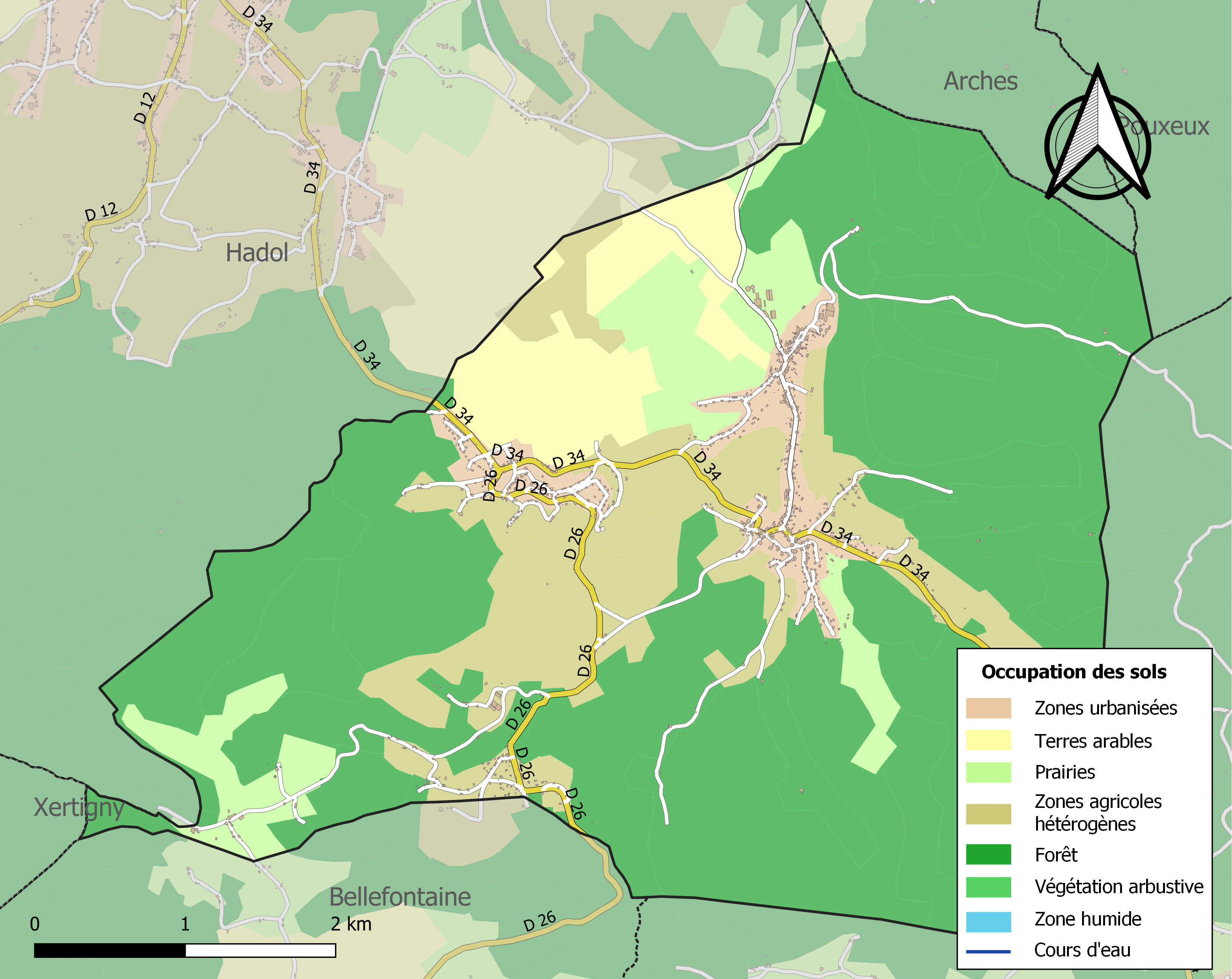
Carte des infrastructures et de l'occupation des sols de la commune en 2018 (CLC).

## Toponymie
Le nom de la localité est attesté sous les formes Ravon (1274) ; Lendris de Rawom (1279) ; Ravom (1338) ; De Rawonno, Rabononno (1402) ; Raon (1428) ; Rawon près de Remerimont (1428) ; « In cimiterio ecclesie parrochialis Sancti Amati de Raone in Vosago » (1430) ; Rawon en Vosge (1433) ; Raon aux Bois (1493) ; Raon au Bois (1504) ; « La haulte et basse Raon en la prevosté d’Arches » (1574) ; Rapo ad silvas (1768).

Le mot raon, ravon ou ravine de rava ou roua qui signifie la confluence de plusieurs ruisseaux ; ici, la Niche reçoit les ruisseaux de Champée, des Prés Roussel et de la Racine. Le toponyme raon se retrouve dans le nom de quatre autres communes lorraines.

« Raon-aux-Bois » aurait pour forme savante le nom de la rivière Rabodeau, et a reçu pour toponyme le nom du cours d'eau sur lequel elle était située, nous ignorons comment s'appelait le ruisseau la Niche au Moyen-Âge. Le nom moderne Rabodeau a été maladroitement calqué sur Rabado, qu’on peut supposer avoir été commun aux deux cours d’eau.

## Histoire
Ce n'est qu'à la fin du Moyen Âge qu'on trouve les premières traces d'habitation, preuve d'une colonisation plus tardive que sur le plateau lorrain.
Entre le XVe siècle et XVIe siècle, des habitants de Raon auraient repeuplé le village voisin de Bellefontaine (déserté pendant près de 100 ans, au XIVe siècle) et ils ont ainsi formé le hameau des Maisons de Raon.
Raon dépendait autrefois de trois seigneuries : Saint-Pierre, au chapitre de Remiremont, l'Alba, fief d'Arches, et le Pont, fief de Pont-les-Dommartin. Peu de documents subsistent du passé ancien de la commune.
L'église, dédiée à saint Amé, relevait du diocèse de Saint-Dié, doyenné de Remiremont. L’église, sous le vocable de Saint-Amé, est reconstruite en 17431. Elle est bénie le 29 octobre 1744. Le 18
novembre 1860, le conseil municipal vote la construction d’une nouvelle église. Commencée en 1863, sur l’emplacement des précédentes, elle est consacrée le 11 juillet 18662.
La cure était à la collation du chapitre de Remiremont et au concours.
De 1790 à l’an IX, Raon-aux-Bois fait partie du canton d’Éloyes.
Au XIXe siècle et jusqu'au milieu du XXe siècle, une filature et une féculerie rythment la vie économique du village qui voit sa population monter jusqu'à 2 000 habitants.

## Politique et administration

### Politique
La vie politique à Raon-aux-Bois est, à l'instar de nombreux villages de France, centrée autour d'associations à but non lucratif.
La politique mise en œuvre depuis 2008 est une politique de mise en valeur du territoire via le développement du tissu associatif local la mise en place d'un affouage et la construction d'une école primaire regroupant l'ensemble des classes de primaires du village dans un seul bâtiment.

### Liste des maires
| Période                                  | Période                    | Identité                   | Étiquette | Qualité               |
| ---------------------------------------- | -------------------------- | -------------------------- | --------- | --------------------- |
| Les données manquantes sont à compléter. |                            |                            |           |                       |
| juin 1995                                | mars 2008                  | Jacqueline Bedez-Stouvenel | PS        | Conseillère régionale |
| mars 2008                                | 2020                       | Philippe Noël              | SE        |                       |
| mai 2020                                 | En cours (au 28 mars 2021) | Christian Vitu             |           |                       |

### Budget et fiscalité 2022

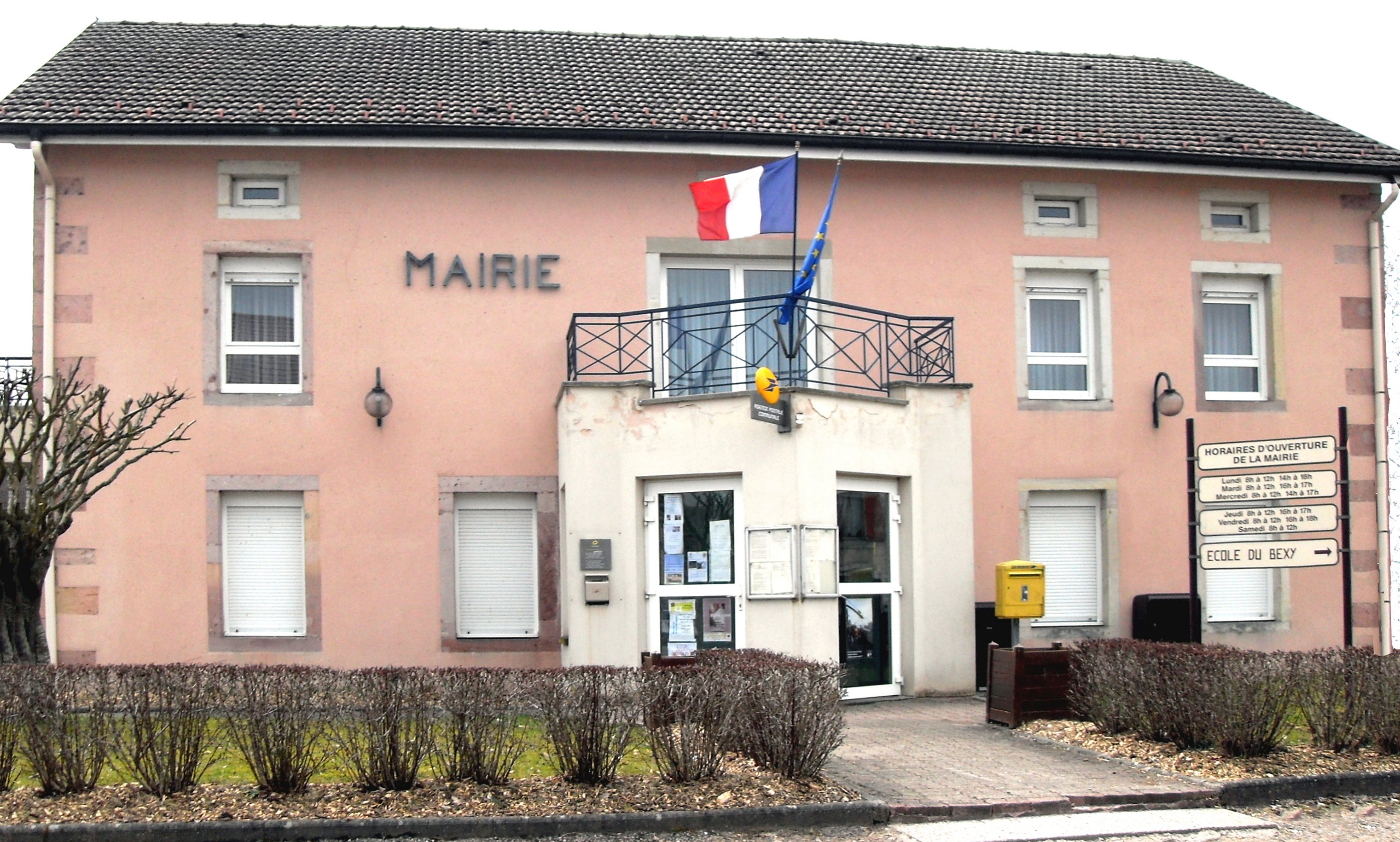
La mairie de Raon-aux-Bois.

En 2022, le budget de la commune était constitué ainsi :
- total des produits de fonctionnement : 1 066 000 €, soit 855 € par habitant ;
- total des charges de fonctionnement : 990 000 €, soit 795 € par habitant ;
- total des ressources d’investissement : 439 000 €, soit 352 € par habitant ;
- total des emplois d’investissement : 155 000, soit 125 € par habitant ;
- endettement : 323 000 €, soit 259 € par habitant.

Avec les taux de fiscalité suivants :
- taxe d’habitation : 8,73 % ;
- taxe foncière sur les propriétés bâties : 37,46 % ;
- taxe foncière sur les propriétés non bâties : 23,92 % ;
- taxe additionnelle à la taxe foncière sur les propriétés non bâties : 0,00 % ;
- Cotisation foncière des entreprises : 0,00 %.

Chiffres clés Revenus et pauvreté des ménages en 2021 : médiane en 2021 du revenu disponible, par unité de consommation : 23 840 €.

## Population et société

### Démographie

#### Évolution démographique
L'évolution du nombre d'habitants est connue à travers les recensements de la population effectués dans la commune depuis 1793. Pour les communes de moins de 10 000 habitants, une enquête de recensement portant sur toute la population est réalisée tous les cinq ans, les populations de référence des années intermédiaires étant quant à elles estimées par interpolation ou extrapolation. Pour la commune, le premier recensement exhaustif entrant dans le cadre du nouveau dispositif a été réalisé en 2006.

En 2022, la commune comptait 1 207 habitants, en évolution de −2,74 % par rapport à 2016 (Vosges : −2,96 %, France hors Mayotte : +2,11 %).
| 1793  | 1800  | 1806  | 1821  | 1831  | 1836  | 1841  | 1846  | 1856  |
| ----- | ----- | ----- | ----- | ----- | ----- | ----- | ----- | ----- |
| 1 200 | 1 208 | 1 361 | 1 476 | 1 802 | 1 993 | 1 948 | 2 014 | 1 848 |

| 1861  | 1866  | 1876  | 1881  | 1886  | 1891  | 1896  | 1901  | 1906  |
| ----- | ----- | ----- | ----- | ----- | ----- | ----- | ----- | ----- |
| 1 896 | 2 007 | 1 774 | 1 580 | 1 559 | 1 477 | 1 412 | 1 332 | 1 278 |

| 1911  | 1921 | 1926 | 1931 | 1936 | 1946 | 1954 | 1962 | 1968 |
| ----- | ---- | ---- | ---- | ---- | ---- | ---- | ---- | ---- |
| 1 170 | 971  | 915  | 867  | 846  | 818  | 801  | 719  | 630  |

| 1975 | 1982 | 1990  | 1999  | 2006  | 2011  | 2016  | 2021  | 2022  |
| ---- | ---- | ----- | ----- | ----- | ----- | ----- | ----- | ----- |
| 598  | 820  | 1 061 | 1 010 | 1 123 | 1 233 | 1 241 | 1 214 | 1 207 |

### Enseignement
Établissements d'enseignements :
- Écoles maternelles et primaires à Raon-aux-Bois, Hadol, Saint-Nabord, Saint-Étienne-lès-Remiremont.
- Collèges à Remiremont, Éloyes, Xertigny.
- Lycées à Remiremont.

### Santé
Professionnels et établissements de santé :
- Médecins à Hadol, Saint-Nabord, Remiremont.
- Pharmacies à Hadol, Saint-Nabord, Remiremont.
- Centre hospitalier Beatrix de Lorraine à Remiremont.
- Hôpitaux à Xertigny, Épinal.

### Cultes
- Culte catholique, Paroisse Saint-Paul-en-Vôge[30], Diocèse de Saint-Dié.

## Économie

### Entreprises et commerces

#### Agriculture
- Culture de céréales, de légumineuses et de graines oléagineuses.
- Culture de fruits à pépins et à noyau.
- Sylviculture et autres activités forestières.
- Reproduction de plantes.
- Culture et élevage associés.
- Élevage de vaches laitières.
- Élevage de chevaux et d'autres équidés.
- Élevage d'autres bovins et de buffles.

#### Tourisme
Le secteur touristique tend à se développer avec la mise en place de vide-grenier, foires, kermesses, organisés par diverses associations soutenues par municipalité mais cette action demeure cependant limité par le manque d'investissements privés.
- Hébergements et restauration à Raon-aux-Bois, Saint-Nabord, Bellefontaine.

#### Commerces et services
L'activité économique de Raon-aux-Bois est essentiellement une activité de secteur tertiaire.
L’époque de la révolution industrielle aura permis au village de se doter d'une filature et d'une féculerie, mais celles-ci ont disparu durant le XXe siècle.
L'industrie ne repose  plus aujourd'hui que sur une scierie et sur une usine fermière encore très dépendante de son activité du secteur primaire[pas clair].
Le secteur tertiaire du village s'anime désormais autour d'une boulangerie qui, malgré les nombreux changements de propriétaire, arrive à se maintenir mais ne possède plus de supérette car celle-ci a subi un terrible incendie en 2018.

## Culture locale et patrimoine

### Lieux et monuments

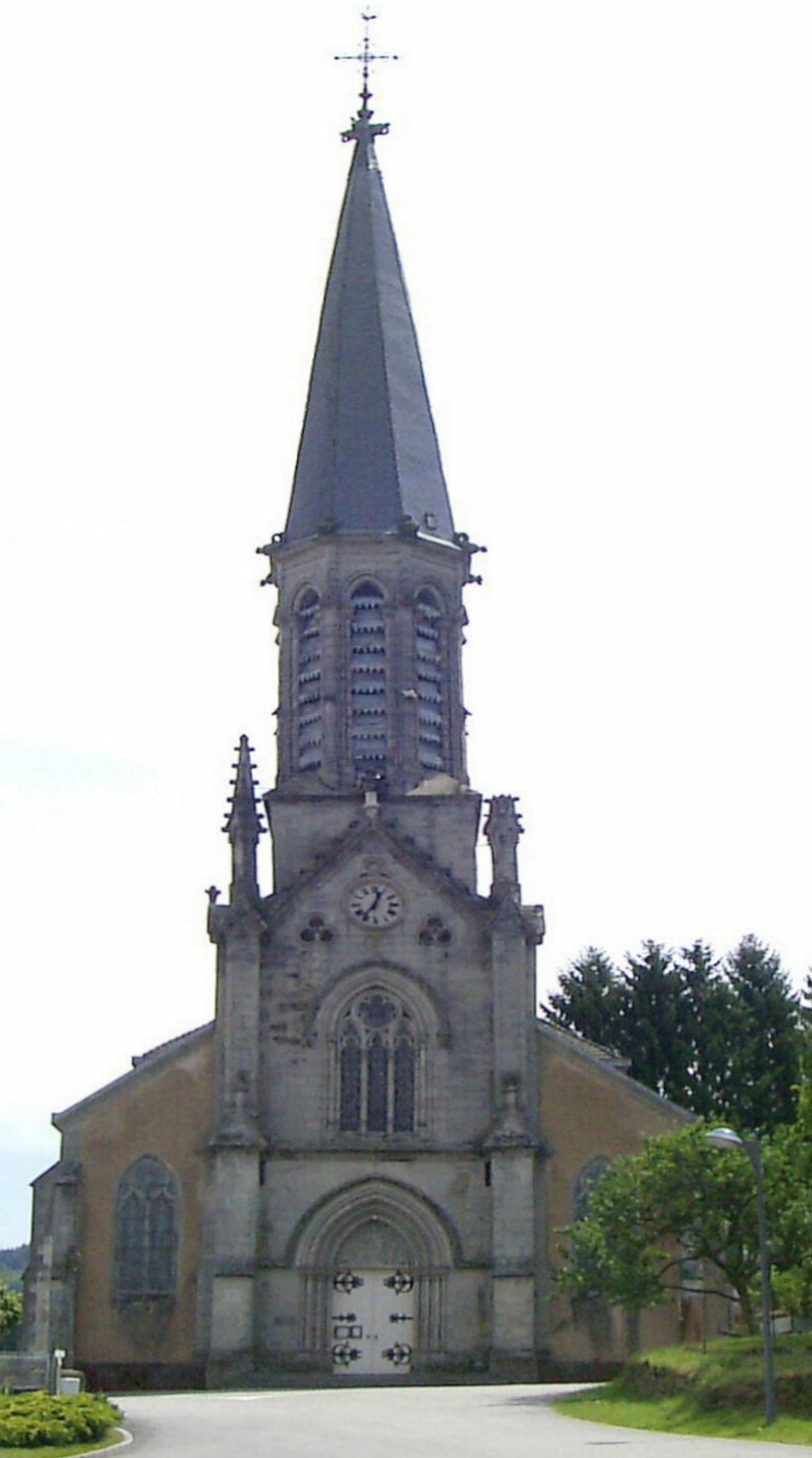
L'église Saint-Amé á Raon-aux-Bois, côté nord-ouest.
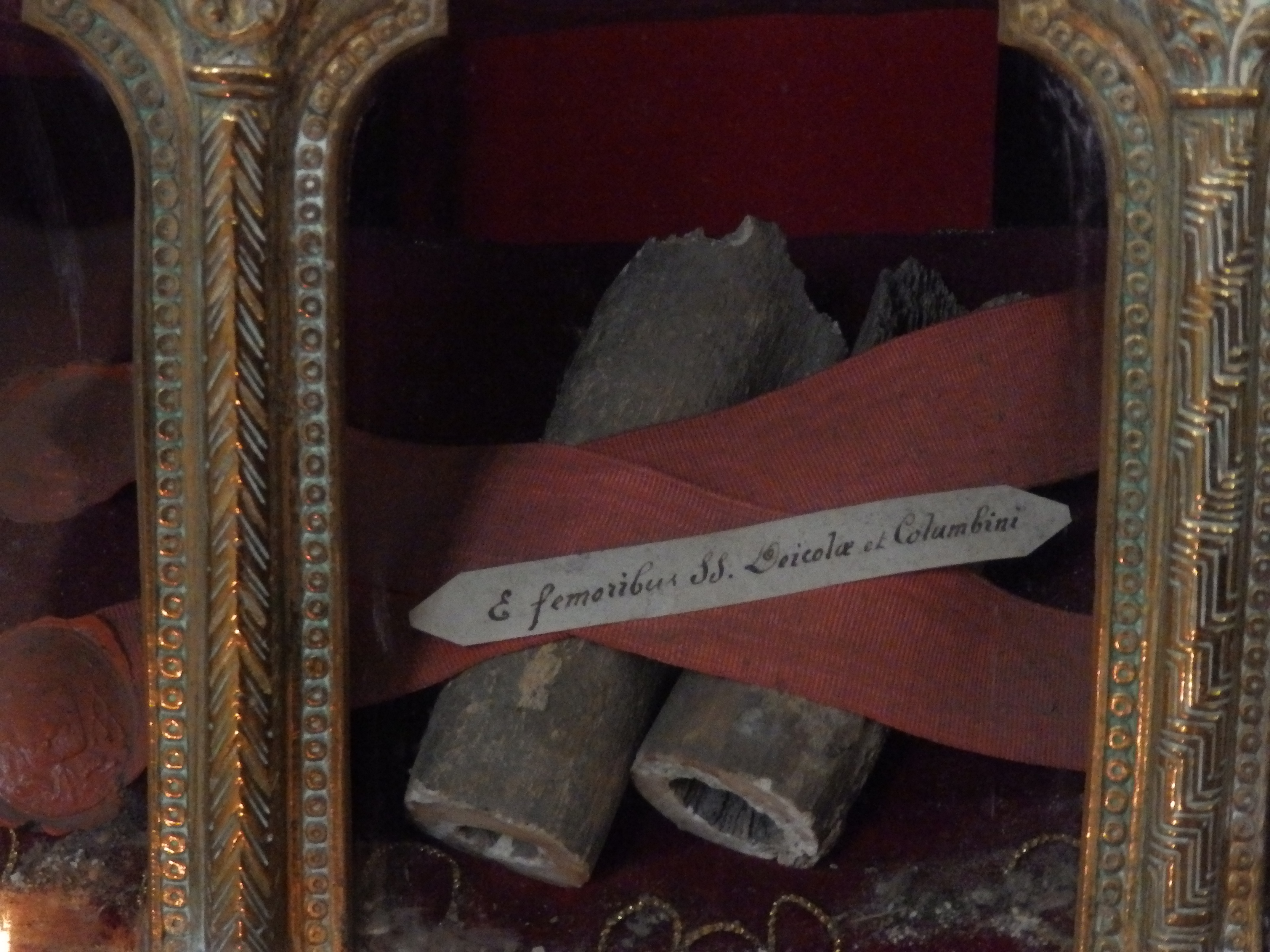
Reliques de Saint-Del dans l'église.
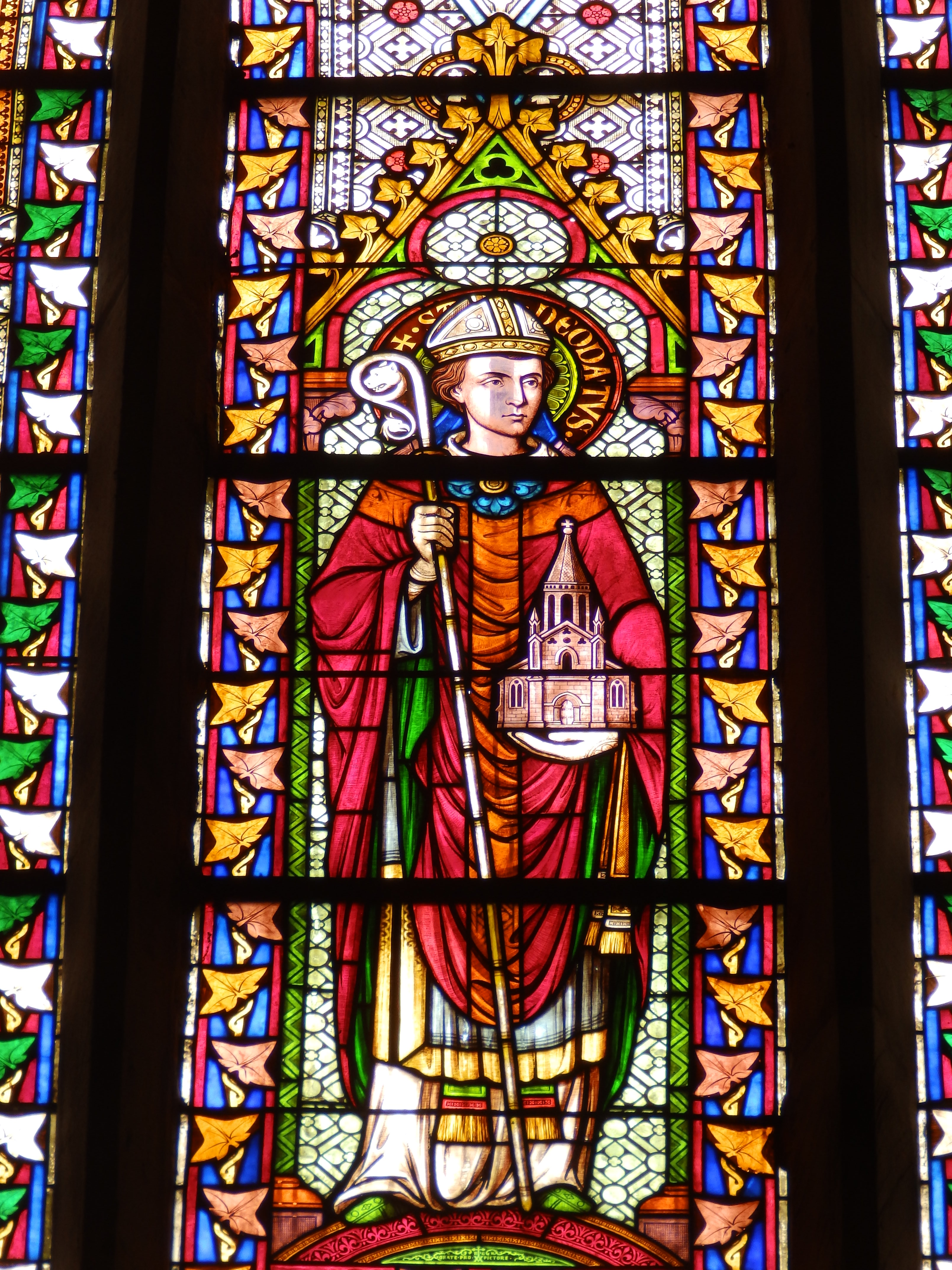
Vitrail de la nef de l'église représentant (Déodat de Nevers Déodatus).
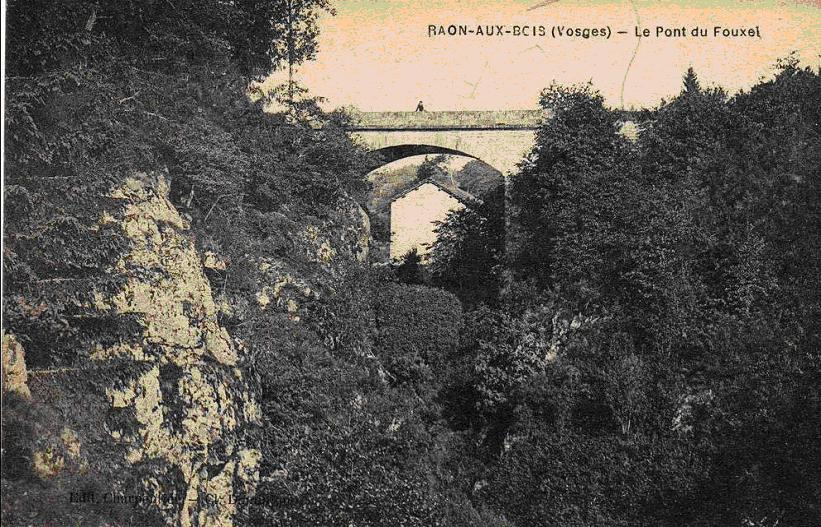
Le pont du Fouxel et ses affleurements rocheux.

- Église Saint-Amé, restaurée avec le soutien de la Fondation du patrimoine[32].

Vitraux réalisés par les ateliers de Jean-Baptiste Petitgérard, peintre verrier à Strasbourg.
Horloge fabriquée en 1850 par Jean-Baptiste Schwilgué.
Retable du XVIIIe siècle, classé monuments historiques classé au titre objet par arrêté du 26 novembre 1964.
Châsse contenant des reliques de saint Del, qui est célébré chaque année à Raon-aux-Bois.
- Le pont du Fouxel (du XIXe siècle), qui enjambe le fossé du ruisseau du Void de Cône ; on peut également y voir, à proximité, un affleurement de grès de plusieurs mètres de hauteur[35].
- Monument aux morts. Conflits commémorés : Guerres 1914-1918 - 1939-1945[36].

### Personnalités liées à la commune
- Claude Joseph Ferry, né à Raon-aux-Bois en 1756, décédé à Liancourt (Oise) en 1845, député de la Convention. Il a collaboré à la création du calendrier républicain.
- Pierre Mathieu, résistant pendant la Seconde Guerre mondiale, mort le 28 septembre 1944 en déportation, victime de la barbarie nazie.
- Julien Absalon, né en 1980 à Remiremont, champion olympique et champion du monde de VTT cross-country.
- Rémy Absalon, enduriste et champion d'Europe de descente-marathon en VTT.
- Estelle Vuillemin, née en 1984 à Épinal, championne de VTT de descente et d'enduro.
- Joseph Désiré Colenne, journaliste, maire d'Épinal, né à Raon-aux-Bois[37].
- Gabriel Henri Ferry, Service de l’administration des Ponts et Chaussées, puis du Ministère de la Reconstruction et de l'Urbanisme (MRU)[38].

### Spécialité culinaire
Raon-aux-Bois abrite le siège de la Confrérie des Rognons Blancs de Raon-aux-Bois, la foire annuelle ayant lieu tous les ans le premier dimanche de mai. Depuis 2011 elle n'est cependant plus organisée en raison de la démission de ses créateurs.

### Héraldique
| Blason | Blasonnement : Tranché d’azur et de gueules au cerf d’or brochant sur la partition accompagné à dextre d’un étui de crosse d’argent et à senestre d’une fleur de genêt contournée d’or tigée et feuillée de sinople soutenu par une divise ondée d’argent. Commentaires : Le cerf et la divise ondée évoquent le cadre géographique. L’étui de crosse symbolise saint Del, dont le pèlerinage a lieu le premier samedi de mars, et la fleur de genêt rappelle que chaque lundi de Pentecôte, les Raonnais allaient présenter des genêts aux dignitaires du chapitre de Remiremont. |

## Pour approfondir